# Margot Fonteyn
Margot Fonteyn de Arias, egentligen Margaret "Peggy" Hookham, född 18 maj 1919 i Reigate, Surrey, England, död 21 februari 1991 i Panama City, Panama, var en brittisk ballerina.
Fonteyn fick sin grundläggande dansskolning i England och Shanghai innan hon 1934 började på Ninette de Valois Vic-Wells Ballet i London. Samma år gjorde hon debut i Nötknäpparen. Hennes första danspartner var Robert Helpmann, med vilken hon dansade många roller i koreografi av Frederick Ashton. Fonteyn utsågs till prima ballerina assoluta vid Royal Ballet. Hennes första permanenta danspartner blev Michael Somes. Fonteyn dansade nästan alla de stora rollerna och var berömd för sin perfekta fysik och musikalitet.
I början av 1960-talet bildade hon ett framgångsrikt partnerskap med den avhoppade ryske balettdansören Rudolf Nurejev, och de två gjorde stor succé på Covent Garden i London.
Under sin succéartade karriär, som varade i över 40 år, dansade Margot Fonteyn i drygt 30 länder, däribland Australien, USA, Filippinerna och Ryssland. Hon kom till Australien första gången 1957 och uppträdde med Borovanskijbaletten. Hon återkom 1964 och dansade tillsammans med Nurejev vid Australian Ballet. De dansade huvudrollerna i Peggy van Praaghs uppsättning av Giselle samt en helaftonsföreställning av Svansjön. Fonteyn var en kärkommen gästdansös i Australien, och 1970 dansade hon Odettes variation ur Svansjön.
1956 blev Fonteyn utnämnd till Dame Commander of the Order of the British Empire (DBE).
1955 gifte hon sig med playboyen Roberto "Tito" de Arias, som var Panamas delegat vid Förenta nationerna och tidigare ambassadör i Storbritannien. Arias tillhörde en inflytelserik panamansk familj, som hamnat i politisk onåd. 1959 anklagades han för att ha försökt planera en statskupp för att störta regeringen i Panama. I samband med detta satt Fonteyn fängslad en dag (den 21 april 1959) medan polisen jagade de Arias. Hon frisläpptes och flög till New York, där hon i juni samma år återförenades med sin make, som befann sig i exil i USA.
Arias var notoriskt otrogen och Fonteyn övervägde skilsmässa, när de Arias 1964 blev skjuten med fem skott och förlamades från nacken och nedåt. Hon ägnade sedan resten av sitt liv åt att vårda sin make, men fortsatte att uppträda för att få pengar till hans vård. De Arias avled 1989, och det framkom då att han hade pantsatt parets gård i Panama. När Fonteyn själv senare drabbades av cancer tvangs hon sälja sina smycken för att kunna finansiera sin läkarvård.

## Eftermäle
Nedslagskratern Fonteyn på planeten Merkurius är uppkallad efter henne.